# Synaptura lusitanica lusitanica
Synaptura lusitanica lusitanica is een ondersoort van de straalvinnige vissen uit de familie van de eigenlijke tongen (Soleidae). De wetenschappelijke naam van de soort is voor het eerst geldig gepubliceerd in 1868 door de Brito Capello.